# Microaugyles moleculus
Microaugyles moleculus är en skalbaggsart som först beskrevs av Henry Clinton Fall 1920.  Microaugyles moleculus ingår i släktet Microaugyles och familjen strandgrävbaggar. Inga underarter finns listade i Catalogue of Life.